# Keyser, West Virginia
Keyser [ˈkaɪ.zər] är en stad och administrativ centralort i  Mineral County, West Virginia, USA.

## Kända personer från Keyser
- Harley Orrin Staggers, politiker